# Sauromates V
Sauromates V fou rei del Bòsfor, successor d'Annibalià vers el 343, net de Sauromates IV. Molt probablement és el mateix que Sauromates VI.
Va reunir un gran exèrcit amb el que va envair Querson, però fou derrotat a Cafes (Caphae), i la sort de la guerra es va establir per un combat singular entre Sauromates i Farnaces, rei o tirà de Querson, en què Sauromates fou derrotat i obligat a signar un tractat de pau, en el qual va haver de cedir part dels seus dominis. Segons Constantí VII Porfirogènit Sauromates fou mort i el país va passar a Querson.
Vers el 370 els huns van ocupar el regne del Bòsfor, on o bé governava Sauromates o el rei de Querson.